# Fisica dell'acceleratore
La fisica degli acceleratori di particelle tratta dei problemi inerenti alla costruzione e alla gestione di macchine per energizzare particelle (dette acceleratori di particelle).
Gli esperimenti condotti con gli acceleratori di particelle non sono considerati parte della fisica degli acceleratori di particelle. Questi appartengono (a seconda degli obiettivi e degli esperimenti) alla fisica delle particelle, alla fisica nucleare, alla fisica della materia condensata, alla fisica dei materiali, o ad altri settori scientifici e tecnologici. I tipi di esperimenti fatti con un acceleratore particolare sono ampiamente vincolati dalle caratteristiche dell'acceleratore stesso, come i tipi e le energie delle particelle, l'intensità e la qualità del fascio, ecc.
La fisica degli acceleratori di particelle riguarda quindi lo studio del moto del fascio di particelle attraverso la macchina, il controllo e la manipolazione del fascio, l'interazione con la macchina stessa e le misurazioni dei vari parametri associati ai fasci di particelle.

## Descrizione

### Equazioni di moto
Il moto di particelle cariche attraverso un acceleratore è controllato attraverso l'applicazione di campi elettromagnetici. Le equazioni del moto possono essere ricavate dalla meccanica hamiltoniana relativistica. In genere, viene scritta una hamiltoniana separata per ogni elemento (ad esempio per un magnete singolo quadrupolo, o la struttura di accelerazione), per consentire alle equazioni di moto di essere risolte per quest'unico elemento. Una volta che ciò è stato fatto per ciascun elemento rilevato nella macchina, la traiettoria completa di ogni particella può essere calcolata per l'intera macchina.
In molti casi una soluzione generale della hamiltoniana completa non è possibile, e quindi è necessario fare delle approssimazioni, come l'approssimazione parassiale (una serie di Taylor nelle variabili dinamiche, troncata nell'ordine inferiore). Tuttavia, anche nei casi di campi magnetici fortemente non lineari, può essere utilizzata una trasformata di Lie per costruire un integratore con un alto grado di accuratezza e l'approssimazione parassiale non si rende dunque necessaria.

### Diagnostica del fascio
Fondamentali in qualsiasi acceleratore sono i dispositivi di diagnostica del fascio che permettono di misurare le varie proprietà dei pacchetti o fasci di particelle accelerate.
Una tipica macchina può utilizzare diversi tipi di dispositivi al fine di misurare le diverse proprietà. Questi comprendono i (ma non sono limitati a):
- Beam Position Monitors (BPM) per misurare la posizione del pacchetto, 
- gli schermi - in particolare schermi fluorescenti, dispositivi a radiazioni ottiche di transizione (OTR) - per rappresentare il profilo del fascio, 
- gli scanner con fili (wire scanners) per misurare la sua sezione d'urto, e
- i toroidi o ITC per misurare la carica (ovvero il numero di particelle) del fascio.
L'accurata progettazione di dispositivi avanzati in grado di misurare un fascio di particelle, e in generale di assicurare la diagnostica della macchina, spesso è alla base del successo dell'acceleratore nel suo complesso.

### Tolleranze di macchina
Gli errori sull'allineamento dei componenti, la forza del campo, ecc., sono inevitabili in macchine di questa scala, per cui è importante prendere in considerazione le tolleranze in base alle quali una macchina può funzionare.
Gli ingegneri forniranno ai fisici le tolleranze previste per l'allineamento e la fabbricazione di ogni componente onde permettere complete simulazioni della fisica del comportamento previsto della macchina in queste condizioni. Nel caso che le prestazioni simulate siano inaccettabili, può esser necessaria sia la risistemazione dei componenti, sia lo sviluppo di algoritmi che permettano alle prestazioni della macchina di essere "sintonizzate" o "accordate" al livello di progettazione.
Questo può richiedere molte simulazioni di diverse condizioni di errore al fine di determinare il successo relativo di ogni algoritmo di ottimizzazione, e consentire dunque le indicazioni per la raccolta di algoritmi da disporre nella macchina reale.

### Interazioni tra il fascio e la macchina
A causa dei forti campi elettromagnetici che seguono il fascio, è possibile che esso interagisca con qualsiasi impedenza elettrica nelle pareti del condotto del fascio, resistiva (dovuta alla resistività finita del materiale del condotto del fascio) o induttiva/capacitiva (dovuta ai cambiamenti geometrici nella sezione d'urto del condotto del fascio).
Queste impedenze possono indurre i cosiddetti wake-fields (deformazioni del campo elettromagnetico del fascio) che possono interagire più tardi con le particelle. Dato che questa interazione può avere un effetto negativo, essa deve essere studiata in modo da determinarne la grandezza e ogni azione che possa essere adottata per attenuarla.